# 斯滕城堡

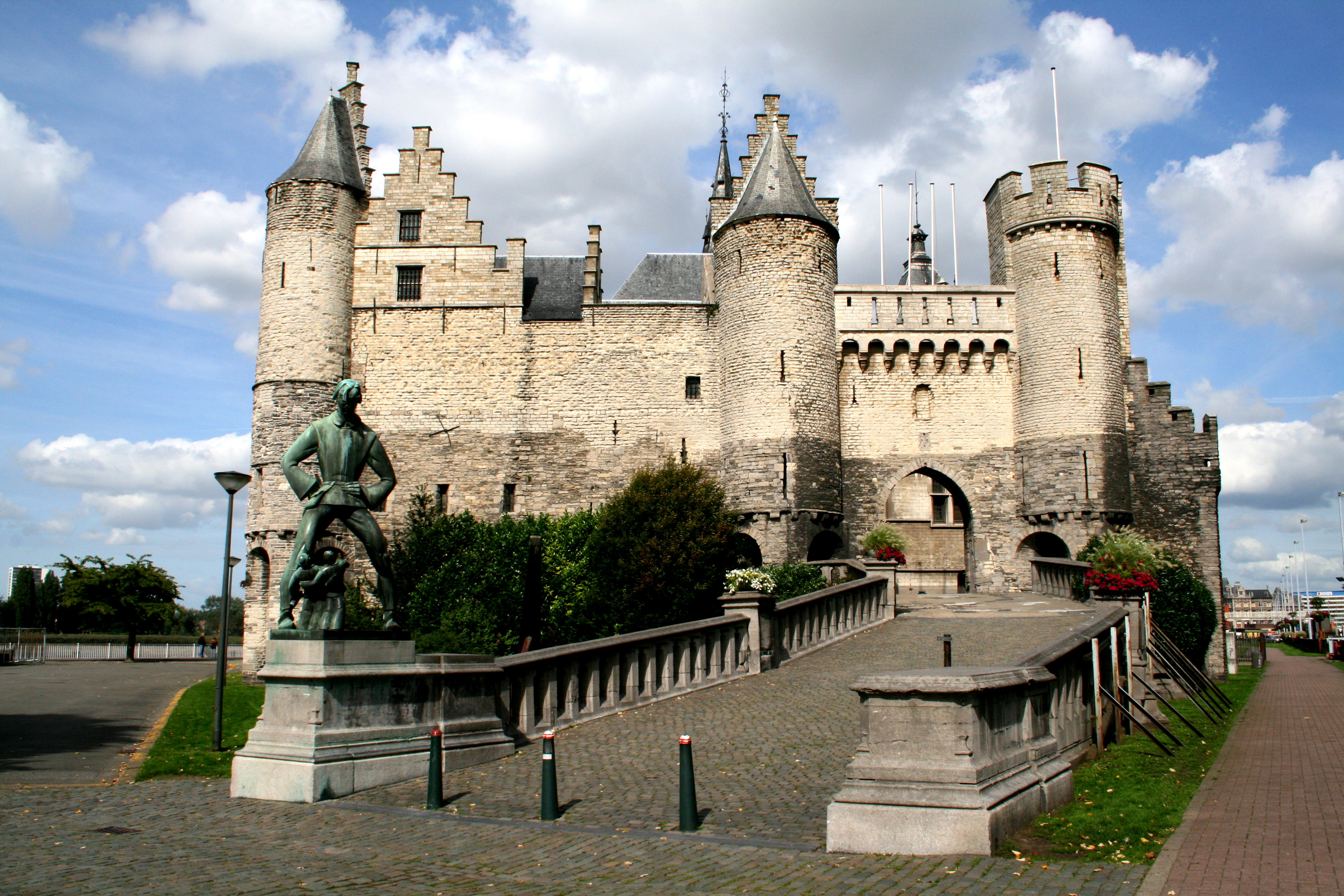
斯滕城堡

斯滕城堡（Het Steen）是位於比利時城市安特衛普舊城區中心的一座中世紀要塞建築。斯滕城堡修建於中世紀早期，建於維京人入侵之後，是安特衛普最古老的建築之一，也曾是安特衛普的市中心。1890年，斯滕城堡改為考古學博物館，並於1952年進行擴建以容納安特衛普海事歷史博物館。城堡入口處有一個巨人雕像。